# 오스틴 시티 리미츠 뮤직 페스티벌
오스틴 시티 리미츠 뮤직 페스티벌(Austin City Limits Music Festival, ACL)은 미국의 텍사스주 오스틴의 질커 공원에서 매년 개최되는 음악 축제이다.

## 개요
미국 텍사스주 오스틴에서 매년 3일간 열리는 음악 축제이다. ACL Festival에서는 매년 전 세계로부터 온 150명 이상의 아티스트들이 8개의 무대에서 록, 인디, 컨트리, 포크, 일렉트로닉 등의 다양한 음악 장르를 공연하며, 축제기간동안 매일 75,000명 (전체 주말 동안 225,000명)의 방문객들이 참석한다.
PBS의 음악프로그램인 오스틴 시티 리미츠에서 이름을 가져온 이 페스티벌은 롤라팔루자는 물론 전국의 다른 음악 축제들을 주관한 C3 Presents의 주관으로 개최되었으며 2011년 9월 16일 ~ 18일에 10주년을 맞이하였다.

## 같이 보기
- 사우스 바이 사우스웨스트 (SXSW)